# دراغون كرايسس!
دراغون كرايسس! (باليابانية: ドラゴンクライシス!، بالروماجي: Doragon Kuraishisu!) هي سلسلة رواية خفيفة من تأليف كايا كيزاكي ومن رسم إيتسوكي أكاتا نشرت من قبل شوئيشا، منذ 25 يناير عام 2007 حتى 25 مارس 2011، وتكونت من 13 مجلد. أنتجت إلى مسلسل أنمي تلفزيوني من قبل ستوديو دين، عرض الأنمي في 11 يناير عام 2011 واستمر عرضه حتى 29 مارس عام 2011، وتكون من 12 حلقة.

## القصة
تدور أحداث القصة عن ريوجي كيساراجي هو فتى عادي في المدرسة الثانوية تحولت حياته الهادئة إلى مغامرة بعد عودة ابنة عمه الثاني إيريكو ناناو. فقد استولى ريوجي وإيريكو على صندوق أثري من تنين أسود شرير، ووجدوا في الصندوق فتاة تنين حمراء اسمها روز. من أجل حماية روز من المنظمة السوداء، قرر ريوجي القتال باستخدام قوته كمتعامل مع الآثار.

## الشخصيات
ريوجي كيساراغي (باليابانية: 如月 竜司، بالروماجي: Kisaragi Ryūji)
أداء صوتي: هيرو شيمونو
روز (باليابانية: ローズ، بالروماجي: Rōzu)
أداء صوتي: ريي كوغيميا
إيريكو ناناو (باليابانية: 七尾 英理子، بالروماجي: Nanao Eriko)
أداء صوتي: يوكانا
ميساكي إيتو (باليابانية: 江藤 実咲، بالروماجي: Etō Misaki)
أداء صوتي: ماياكو نيغو [الإنجليزية]
مارواغا (باليابانية: マルガ، بالروماجي: Maruga)
أداء صوتي: يوي هوريه
آي (باليابانية: アイ، بالروماجي: Ai)
أداء صوتي: يوكا إينوكوتشي [الإنجليزية]
أونيكس (باليابانية: オニキス، بالروماجي: Onikisu)
أداء صوتي: هيروشي كاميا
سابهي (باليابانية: サフィ، بالروماجي: Safi)
أداء صوتي: إميري كاتو

## وصلات خارجية
- موقع الرواية الخفيفة الرسمي باللغة اليابانية
- موقع الأنمي الرسمي
- دراغون كرايسس! على موقع ANN manga (الإنجليزية)